# Frunze Dovlatyan
Frunze Vaghinaki Dovlatyán (en armenio: Ֆրունզե Վաղինակի Դովլաթյան;  Gavar, 26 de mayo de 1927 in Gavar – Ereván, 30 de agosto de 1997) fue un director de cine y actor armenio. Artista del pueblo de la URSS (1983).

## Biografía
Nacido en Gavar, RSS de Armenia, comenzó como actor de teatro antes de convertirse en director. Frunze Dovlatyán, uno de los principales directores armenios, comenzó como actor en los teatros provinciales armenios desde 1941 y luego en el Teatro académico estatal Sundukián de Ereván, donde fue galardonado con el Premio Stalin (premio mayor de esa época) para el papel de Hrair en la obra Estas estrellas son nuestras (en ruso: Эти звёзды наши). Después de graduarse del Departamento de Dirección de VGIK, su película más conocida es Barev, yes em (Здравствуй, это я!, Hola, soy yo; Premio Estatal de Armenia, 1967). Murió en Ereván a los setenta años. Dirigió el estudio Armenfilm en la década de 1980.

## Filmografía
- 1961 - La carrera de Dima Gorin
- 1966 - Hola, soy yo
- 1968 - Los hermanos Saroyán — asesor creativo
- 1972 - Crónica de los días de Ereván (Jorén Abrahamián)
- 1976 - El nacimiento
- 1979 - Larga vida — coguionista, dir.
- 1982 - Grito de un pavo real — coguionista
- 1982 - Conferencia Internacional de Venecia — guion, dir., doc.
- 1982 - Los Mjitarián — doc.
- 1985 - Puente de culturas — doc.
- 1990 - Nostalgia (Karot)